# Журавлёвка (Джанкойский район)
Журавлёвка (укр. Журавлівка, крымскотат. Juravlövka, Журавлёвка) — исчезнувшее село в Джанкойском районе Республики Крым. Располагалось, согласно карте «Старые названия и исчезнувшие города Крыма», на юго-западе района, в степном Крыму, на реке Мирновка, примерно в 4 км к западу от современного села Рысаково.

## История
Село, видимо, возникло в начале 1920-х годов, поскольку впервые в доступных источниках встречается в Списке населённых пунктов Крымской АССР по Всесоюзной переписи 17 декабря 1926 года, согласно которому, в селе Журавлёвка Марьинского сельсовета Джанкойского района, числилось 13 дворов, все крестьянские, население составляло 74 человека, из них 54 русских и 20 украинцев. После освобождения Крыма от фашистов 12 августа 1944 года было принято постановление № ГОКО-6372с «О переселении колхозников в районы Крыма» и в сентябре 1944 года в район приехали первые новоселы (27 семей) из Каменец-Подольской и Киевской областей, а в начале 1950-х годов последовала вторая волна переселенцев из различных областей Украины. С 25 июня 1946 года селение в составе Крымской области РСФСР, а 26 апреля 1954 года Крымская область была передана из состава РСФСР в состав УССР. Время включения в Выселковскский (с 1963 года — Днепровский) сельсовет пока не выяснено: на 15 июня 1960 года село уже числилось в его составе, к 1968 году было ликвидировано.
На километровой карте Генштаба Красной армии 1941 года село Аз-Джаракчи подписано вторым названием Журавлёвка.